# یواس‌اس ایسونومیا
یواس‌اس ایسونومیا (به انگلیسی: USS Isonomia) یک کشتی بود که طول آن ۲۱۲ فوت (۶۵ متر) بود. این کشتی در سال ۱۸۶۴ ساخته شد.